# Elezioni parlamentari in Islanda del 1974
Le elezioni parlamentari in Islanda del 1974 si tennero il 30 giugno per il rinnovo di entrambe le camere dell'Althing. In seguito all'esito elettorale, Geir Hallgrímsson, espressione del Partito per l'Indipendenza, divenne Primo ministro.

## Risultati
| Liste                           | Voti    | %     | Seggi        | Seggi       |
| Liste                           | Voti    | %     | Camera bassa | Camera alta |
| ------------------------------- | ------- | ----- | ------------ | ----------- |
| Partito per l'Indipendenza      | 48.764  | 42,73 | 17           | 8           |
| Partito Progressista            | 28.381  | 24,87 | 11           | 6           |
| Alleanza Popolare               | 20.924  | 18,34 | 7            | 4           |
| Partito Socialdemocratico       | 10.345  | 9,07  | 3            | 2           |
| Unione dei Liberali di Sinistra | 5.245   | 4,60  | 2            | -           |
| Altri                           | 449     | 0,41  | -            | -           |
| Totale                          | 114.108 |       | 40           | 20          |